# Ахмед Имамовић
Ахмед Имамовић (Сарајево, 1971) је босански филмски редитељ, продуцент и сценариста. Режирао је контроверзни филм Go West и кратки филм 10 минута.

## Каријера

### Филмографија
| Година | Филм                      | Позиција                       |
| ------ | ------------------------- | ------------------------------ |
| 1994   | Човјек, мочвара, монструм | Кинематограф                   |
| 1997   | Добродошли у Сарајево     | Помоћник директора             |
| 2002   | 10 минута                 | Режисер                        |
| 2005   | Go West                   | Редитељ, сценариста, продуцент |
| 2010   | Белведере                 | Директор                       |

### Награде
| Година | Фестивал                                  | Награда                                     | За        | Резултат   |
| ------ | ----------------------------------------- | ------------------------------------------- | --------- | ---------- |
| 2002   | Европске филмске награде                  | Најбољи кратки филм                         | 10 минута | Освојено   |
| 2002   | Филмски фестивал У Сарајеву               | Награда УИО Сарајево (Европски кратки филм) | 10 минута | Номинација |
| 2005   | Међународни филмски фестивал у Братислави | Гран При                                    | Go West   | Освојено   |
| 2005   | Светски филмски фестивал У Монтреалу      | Grand Prix des Amériques                    | Go West   | Номинација |
| 2005   | Филмски фестивал Кимера                   | Art. 3 Cost. Prize                          | Go West   | Освојено   |